# Grégoire-Besson

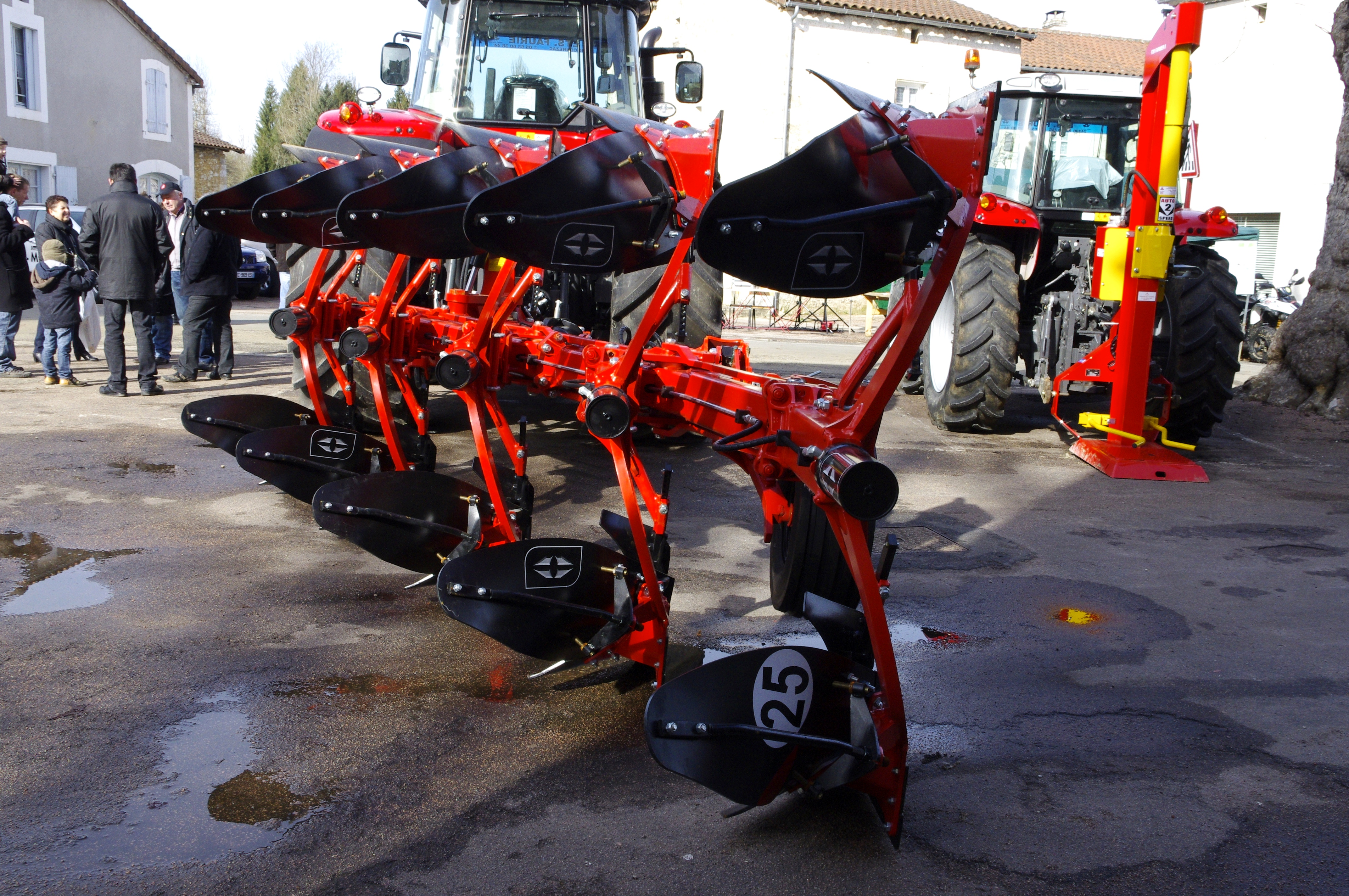
Pług Grégoire-Besson

Grégoire-Besson – francuski producent maszyn rolniczych z siedzibą w Montfaucon-Montigné. Posiada fabryki produkcyjne w Montfaucon-Montigné, Bergueuneuse, Quimper, Langeais, Cany Barville i Ancona. Produkuje pod markami Grégoire-Besson, Souchu, Rabe i Agriway.

## Historia
- 1802 r. - założenie kuźni przez Josepha Grégoire.[1]
- 2001 r. - Gregoire Besson nabywa firmy ASKEL Company z Quimper i szwedzką firmę Wibergs.[2]
- 2005 r. - przejęcie firm Naud i Souchu-Pinet z Langeais.
- 2006 r. - przejęcie firmy Dehondt.
- 2011 r. - przejęcie niemieckiej firmy Rabe Agri.[3] Otwarcie nowej fabryki w Anconie (Włochy).